# Твірна функція моментів
Твірна функція моментів (англ. Moment-generating function) — у теорії ймовірностей і статистиці це функція від випадкової величини {\displaystyle X}, що визначається за такою формулою:
{\displaystyle M_{X}(t)=E\left(e^{tX}\right),\quad t\in \mathbb {R} ,} коли це математичне сподівання існує.
У порівнянні з характеристичними функціями, застосування твірної функції простіше оскільки не вимагає обчислення комплексних значень, а моменти обчислюються в аналогічний спосіб. Однак, існують два недоліки застосування твірної функції:
1. Твірна функція може не існувати для всіх {\displaystyle t}, в той час як характеристича — існує завжди;
2. Потужні обернені формули для характеристичних функцій не існують для твірної.